# Liu Dong
Liu Dong, née le 27 décembre 1973 dans la province du Liaoning, est une athlète chinoise spécialiste des courses de demi-fond.

## Carrière
Liu Dong a été championne du monde junior sur 1 500 m en 1992. L'année suivante, elle était deuxième aux jeux d'Asie de l'Est et remportait le titre aux championnats du monde à Stuttgart. Elle y devançait de près de trois secondes l'Irlandaise Sonia O'Sullivan.
En 1994 et 1995, Liu Dong ne prit part à aucune compétition car elle s'était brouillée avec son entraîneur.
En compétition, elle avait un poids de forme de 55 kg pour 1,73 m.

## Palmarès

### Championnats du monde d'athlétisme
- Championnats du monde d'athlétisme de 1993 à Stuttgart ( Allemagne)
  -  Médaille d'or sur 1 500 m

### Championnats du monde junior d'athlétisme
- Championnats du monde junior d'athlétisme de 1992 à Séoul ( Corée du Sud)
  -  Médaille d'or sur 1 500 m

### Jeux d'Asie de l'Est
- Jeux d'Asie de l'Est de 1993 à Shanghai ( Chine)
  -  Médaille argent sur 1 500 m

## Records personnels
- 800 m - 1 min 55 s 54 (1993)
- 1 500 m - 3 min 56 s 31 (1997)

## Sources
- (de) Cet article est partiellement ou en totalité issu de l’article de Wikipédia en allemand intitulé « Liu Dong » (voir la liste des auteurs).